# Cytochroom P450 1A2

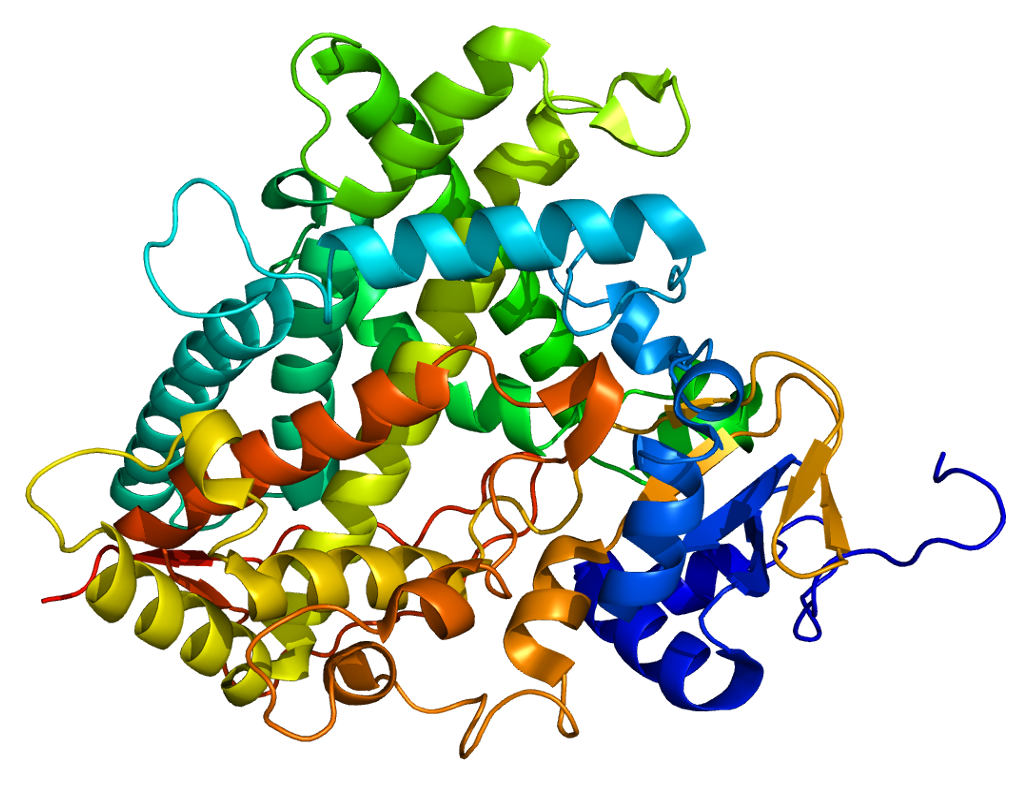
grafische weergave van het enzym

Cytochroom P450 1A2 (afgekort: CYP1A2) is een enzym dat behoort tot het cytochroom P450 enzymsysteem. Dit enzym is verantwoordelijk voor het metaboliseren van xenobiotica in het lichaam. Bij mensen wordt het CYP1A2-enzym gecodeerd door het CYP1A2-gen.

## Functie
CYP1A2 is een mono-oxygenase dat het metabolisme van xenobiotica en het maken van cholesterol, steroïden en andere vetten in het lichaam katalyseert. CYP1A2 bevindt zich in het endoplasmatisch reticulum van de cel, en wordt tot expressie gebracht door polycyclische aromatische koolwaterstoffen (PAHs), waarvan sommigen kunnen worden gevonden in sigarettenrook. Het endogene substraat van CYP1A2 is tot heden onbekend, maar het enzym is wel in staat om PAHs om te zetten in kankerverwekkende intermediaire stoffen. Een voorbeeld hiervan is benzo(a)pyreen. Overige (exogene) substraten voor CYP1A2 zijn cafeïne, aflatoxin B1 en paracetamol. Naast het metaboliseren van xenobiotica, zet CYP1A2 ook meervoudig onverzadigde vetzuren om in signaalmoleculen die een rol spelen in fysiologische en pathologische processen. Voor bepaalde moleculen, zoals arachidonzuur, werkt CYP1A2 als mono-oxygenase, terwijl het voor andere moleculen, zoals docosahexaeenzuur en eicosapentaeenzuur, als een epoxygenase werkt. De gevormde metabolieten van deze reactie spelen een belangrijke rol in meerdere processen in het lichaam.